# Súfet
En diverses cultures semítiques, el súfet o sufet (en hebreu: שׁוֹפֵט šōfēṭ; en fenici: 𐤔𐤐𐤈 šōfēṭ; en púnic: 𐤔𐤐𐤈 šūfeṭ; en ugarític: 𐎘𐎔𐎉 ṯāpiṭ) era un dirigent d'una comunitat o un cap que exercia els poders de magistrat, que podria equivaldre al càrrec de cònsol o senador romà. El terme és conegut sobretot fent referència als dirigents polítics de l'Imperi Cartaginès, i de vegades ha estat considerat anàleg al títol de rei de Cartago.
Segons Eusebi de Cesarea i Flavi Josep, diversos súfets van governar a Tir, ciutat fenícia, durant deu anys al segle iv aC.
A l'època de les guerres púniques, el govern de l'antiga Cartago estava encapçalat per dos súfets que s'elegien anualment. Quan Titus Livi parla sobre les guerres púniques dona un llistat de les responsabilitats jurídiques i polítiques del súfet, i explica que el càrrec comportava la convocatòria i la presidència del senat, la presentació dels assumptes a discutir a l'Assemblea Popular i l'exercici de la funció de jutges de primera instància. El seu nombre, funcions i poders eren similars als dels cònsols romans, amb la diferència que els cònsols romans també eren comandants en cap de l'exèrcit, un poder que aparentment no exercien els súfets.
El terme súfet no es limitava a indicar només als caps de l'estat cartaginès. Cap al final del seu domini a la Mediterrània occidental, la coordinació política entre els cartaginesos de la capital i els que governaven o actuaven a les colònies segurament es realitzava a través d'una jerarquia regional de súfets. Hi ha troballes epigràfiques a Sardenya de l'època púnica que estan datades amb quatre noms, que corresponen als magistrats dels anys (no només els de l'illa, sinó també els que governaven al nord d'Àfrica).